# Richard Adar
Richard Adar est un personnage de la série télévisée Battlestar Galactica, interprété par Colm Feore.
Lors de la destruction des Douze Colonies de Kobol par les Cylons, Richard Adar était le Président des Douze Colonies. Il effectuait la dernière année de son second mandat de Président. Avant d'être Président, il a été maire d'une grande métropole de Caprica, probablement Caprica City, la capitale des Douze Colonies. 
C'est un homme dur et autoritaire, qui a envoyé le Corps d'élite des Marines briser des mouvements de grèves, ce qui fit de nombreuses victimes civiles. D'ailleurs, le commandant William Adama le qualifia d'« imbécile ».
Bien que marié, il eut une aventure avec Laura Roslin, sa Secrétaire d'État à l'éducation.
Il fut tué lors de l'holocauste nucléaire déclenché par les Cylons, peu après leur avoir offert la capitulation sans conditions des Douze Colonies.
Il apparait brièvement dans l'épisode Révélation dans les rêves de Laura Roslin.
Le Président dans la série Galactica (1978) s'appelle lui aussi Adar. 